# Port wojenny Hel
Port wojenny Hel – polski port wojenny nad Morzem Bałtyckim, w południowej części Mierzei Helskiej, położony w woj. pomorskim, w Helu. Obecnie port jest jedną z baz Marynarki Wojennej. Zarządza nim oddział logistyczny Punkt Bazowania Hel, który zabezpiecza funkcjonowanie jednostek w garnizonach Hel i Władysławowo. Jednostka ta wchodzi w skład 3 Flotylli Okrętów. 

## Położenie
Port wojenny jest położony w południowej części Mierzei Helskiej, przy zachodniej stronie cypla mierzei, przy wschodnim wybrzeżu Zatoki Puckiej. Port wojenny znajduje się na zachód od układu miejskiego Helu oraz na północny zachód od portu morskiego Hel.
Zachodni falochron portu przebiega w osi tzw. Helskiego Haku, na wysokości którego znajdowała się pierwsza osada helska, tzw. Stary Hel.

## Historia
W 1931 r. została rozpoczęta budowa portu wojennego, którą zajęło się konsorcjum polsko-francuskie. Projekt portu został opracowany przez Włodzimierza Szawernowskiego. Do 1939 r. zbudowano basen portowy o wymiarach 400 × 300 m z nabrzeżem obsługowym o szerokości 45 m. Wokół portu powstała infrastruktura portowa na potrzeby bazy morskiej. W odległości 1,5 km od portu w kierunku północnym została zbudowana podziemna elektrownia. Także na północ, w pobliskim lesie powstały schrony amunicyjne, minowe oraz torpedowe. Dalej na zachód od schronów zostały zbudowane podziemne zbiorniki paliwa, połączone z nadbrzeżem portu za pomocą rurociągu.
Po II wojnie światowej port był modernizowany. Powstał m.in. następny basen z główką wejściową. Na nabrzeżu portowym został umieszczony kuter pościgowy „Batory”, na którym w nocy z 1 na 2 października 1939 r. szesnastu obrońców Helu przełamało potrójną blokadę okrętów niemieckich. Następnie przedostali się do portu Klintehamn na Gotlandii. Kuter jest obecnie najstarszym zachowanym polskim okrętem. 
Tuż za portem znajduje się wrak zwodowanego w 1951 r. w ZSRR niszczyciela „Skoryj”, który od 1958 r. służył w polskiej Marynarce Wojennej. Nosił on wtedy nazwę swojego przedwojennego poprzednika ORP „Wicher”.
W 1969 r. garnizon Hel został odznaczony Krzyżem Srebrnym Orderu Virtuti Militari w 30 rocznicę bohaterskiej obrony przed hitlerowskim najeźdźcą.
31 grudnia 2007 r. sformowano oddział Punkt Bazowania Hel, który przejął zadania Komendy Portu Wojennego Hel.

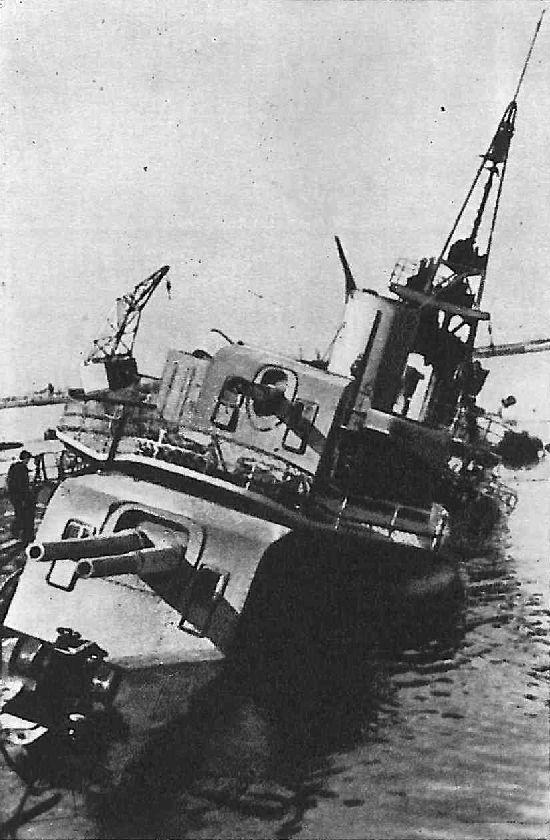
Wrak stawiacza min ORP „Gryf”, zatopionego w porcie 3 września 1939 r.
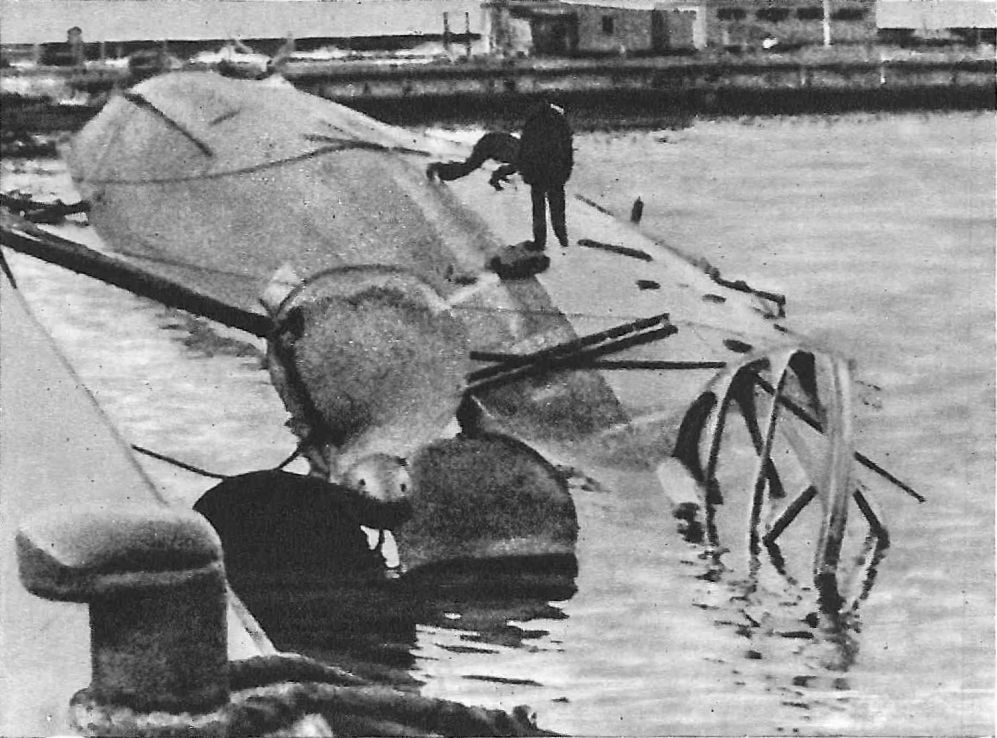
Wrak niszczyciela ORP „Wicher”, zatopionego w porcie 3 września 1939 r.
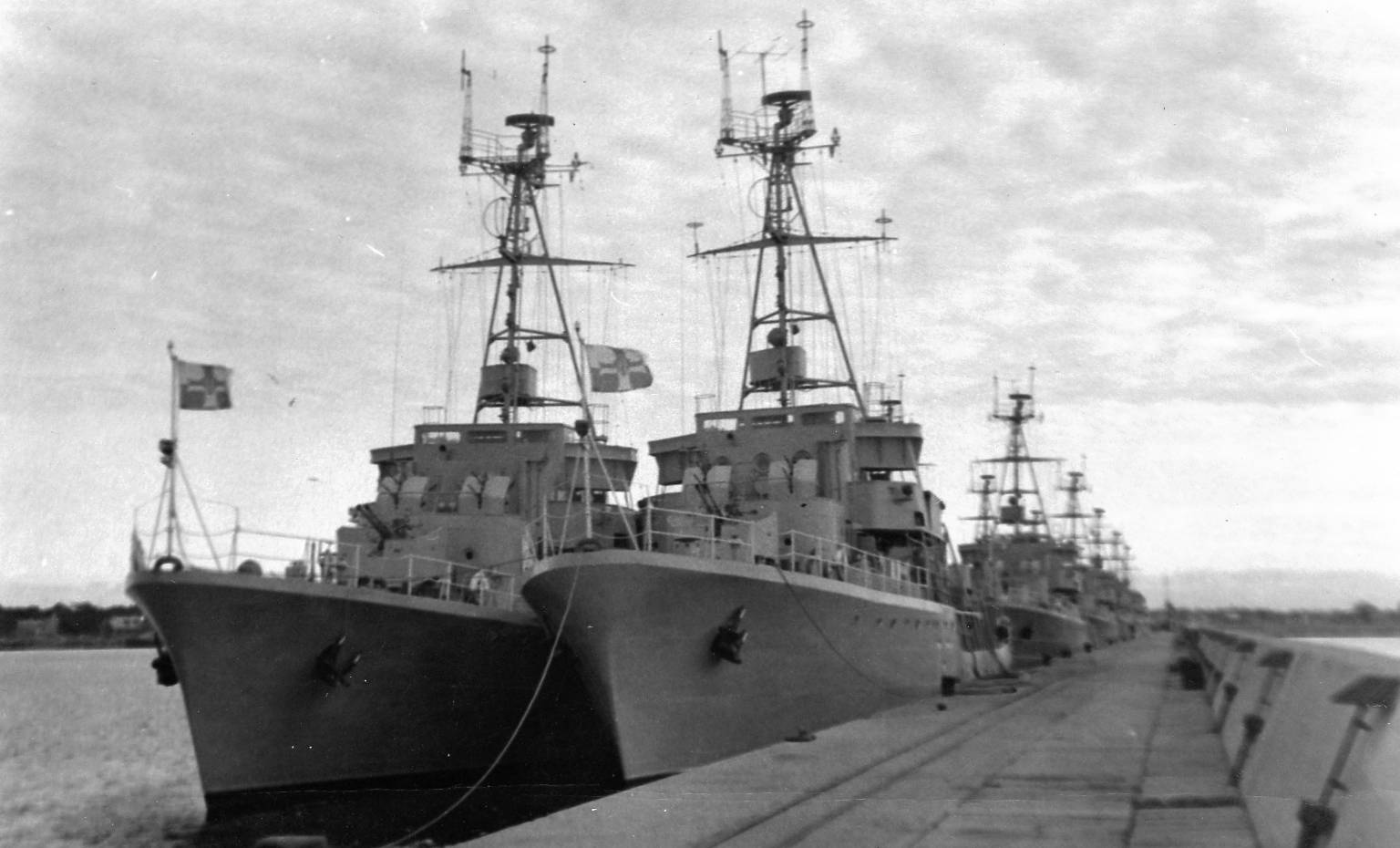
Trałowce projektu 254 w porcie, ok. 1960 r.
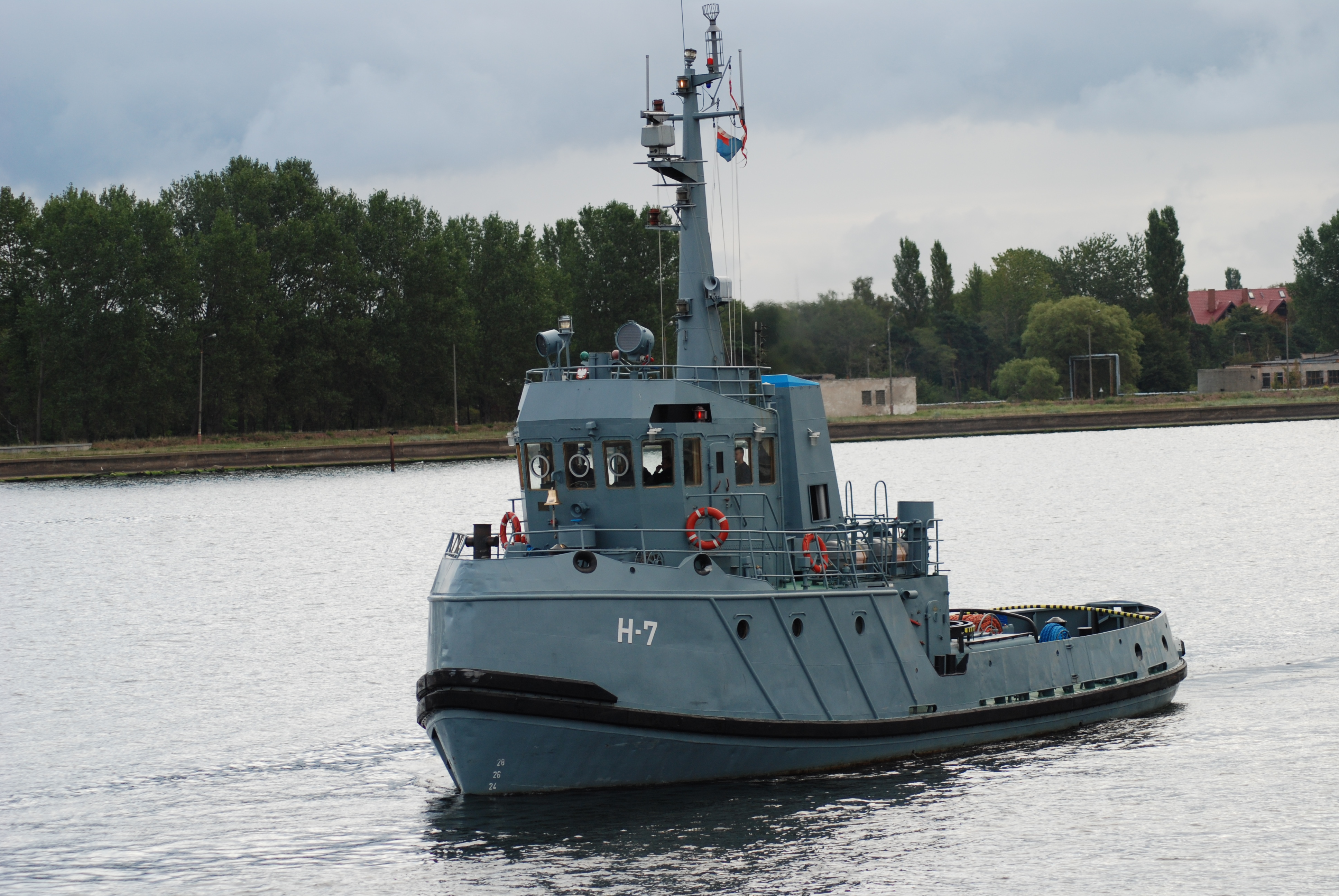
Holownik projektu H-900/II w porcie, 2008 r.